# Bostrycharia cuprea
Bostrycharia cuprea är en fjärilsart som beskrevs av William Schaus 1906. Bostrycharia cuprea ingår i släktet Bostrycharia och familjen nattflyn. Inga underarter finns listade i Catalogue of Life.